# Włodawa (gemeente)
De gemeente Włodawa is een landgemeente in het Poolse woiwodschap Lublin, in powiat Włodawski.
De zetel van de gemeente is in Włodawa.
Op 30 juni 2004 telde de gemeente 5984 inwoners.

## Oppervlakte gegevens
In 2002 bedroeg de totale oppervlakte van gemeente Włodawa 243,75 km², waarvan:
- agrarisch gebied: 37%
- bossen: 47%

De gemeente beslaat 19,4% van de totale oppervlakte van de powiat.

## Demografie
Stand op 30 juni 2004:
| Omschrijving                   | Totaal | Totaal | Vrouwen | Vrouwen | Mannen | Mannen |
| ------------------------------ | ------ | ------ | ------- | ------- | ------ | ------ |
| eenheid                        | aantal | %      | aantal  | %       | aantal | %      |
| inwoners                       | 5984   | 100    | 3013    | 50,4    | 2971   | 49,6   |
| bevolkingsdichtheid (inw./km²) | 24,5   | 24,5   | 12,4    | 12,4    | 12,2   | 12,2   |

In 2002 bedroeg het gemiddelde inkomen per inwoner 1466,28 zł.

## Administratieve plaatsen (sołectwo)
Korolówka, Korolówka-Kolonia, Korolówka-Osada, Krasówka, Luta, Okuninka, Orchówek, Różanka, Sobibór (sołectwa: Sobibór-Stacja en Sobibór-Wieś), Stawki.

## Overige plaatsen
Suszno, Szuminka, Wołczyny, Żłobek Duży, Żłobek Mały, Żuków.

## Aangrenzende gemeenten
Hanna, Hańsk, Włodawa, Wola Uhruska, Wyryki. De gemeente grenst aan Wit-Rusland.